# Hampus Olsson
Hampus Olsson (Trelleborg, 26 de agosto de 1994) es un jugador de balonmano sueco que juega de extremo derecho en el HC Erlangen. Es internacional con la selección de balonmano de Suecia.
Su primer gran campeonato con la selección fue el Campeonato Europeo de Balonmano Masculino de 2022, en donde Suecia ganó la medalla de oro.

## Clubes
| Club           | País     | Año         |
| -------------- | -------- | ----------- |
| HK Drott       | Suecia   | 2012 - 2017 |
| HIF Karlskrona | Suecia   | 2017 - 2018 |
| HK Malmö       | Suecia   | 2018 - 2020 |
| HC Erlangen    | Alemania | 2020 - Act. |